# Joachim Raff
Joseph Joachim Raff (Lachen, 27 maggio 1822 – Francoforte sul Meno, 24 giugno 1882) è stato un compositore e pianista tedesco nato in Svizzera.

## Biografia
Raff nacque in Svizzera in quanto suo padre, che era un insegnante, si trasferì lì da Württemberg nel 1810 per sfuggire al reclutamento militare, allora in atto in Prussia, per combattere sotto Napoleone nel corso dell'invasione della Russia. Joachim studiò musica da autodidatta, durante il periodo mentre era maestro elementare di scuola a Schmerikon, Svitto e Rapperswil. 
Inviò alcune delle sue composizioni per pianoforte a Felix Mendelssohn che lo raccomandò all'editore Breitkopf & Härtel per la pubblicazione. Esse vennero pubblicate nel 1844 e ricevettero una favorevole critica sulla rivista Neue Zeitschrift für Musik da parte di Robert Schumann che fece decidere Raff di spostarsi a Zurigo per dedicarsi alla composizione a tempo pieno.
Nel 1845, Raff si recò a Basilea per assistere ad un concerto di Franz Liszt. Dopo un periodo passato a Stoccarda, nel quale strinse amicizia col compositore e direttore d'orchestra Hans von Bülow, divenne assistente di Liszt a Weimar dal 1850 al 1853. Durante questo periodo aiutò Liszt nell'orchestrazione di diversi suoi lavori, dichiarando di aver svolto il grosso del lavoro nell'orchestrazione del poema sinfonico Tasso. Nel 1851, Raff fece rappresentare la sua opera König Alfred a Weimar, e cinque anni dopo si trasferì a Wiesbaden dove si dedicò alla composizione. Dal 1877 fu primo direttore ed insegnante al conservatorio di Francoforte sul Meno. Lì egli chiamò ad insegnare Clara Schumann ed un numero elevato di eminenti musicisti, e creò una classe femminile per l'insegnamento della composizione (in quel tempo le donne compositrici non erano tenute in gran conto). Fra i suoi allievi vi furono Edward MacDowell e Alexander Ritter. Morì a Francoforte nella notte fra il 24 ed il 25 giugno 1882.
Raff fu un compositore molto prolifico, e verso la fine della sua vita fu uno dei compositori tedeschi più noti, anche se le sue composizioni sono oggi largamente dimenticate (solo uno dei suoi pezzi, una cavatina per violino e pianoforte, viene eseguita con una certa regolarità al giorno d'oggi, alcune volte come bis). Trasse influenza da una varietà di fonti - le sue undici sinfonie, ad esempio, combinano la classica forma sinfonica, con l'inclinazione romantica alla musica a programma e la scrittura orchestrale contrappuntistica che si rifaceva al barocco. Molte delle sue sinfonie portano dei titoli descrittivi come Im Walde (No. 3), Lenore (No. 5) e An das Vaterland (No. 1), un'opera monumentale della durata di circa settanta minuti. Le sue ultime quattro sinfonie costituiscono un quartetto di opere basate sulle quattro stagioni. Arturo Toscanini diresse diverse esecuzioni della Sinfonia n. 3 Im Walde nel 1931.
La Sinfonia Lenore (n. 5), famosa ai suoi tempi, venne ispirata dalla ballata omonima di Gottfried August Bürger. La prima registrazione mondiale di Lenore venne realizzata nel 1965, dalla London Philharmonic Orchestra diretta da Bernard Herrmann, che descrisse l'opera come "uno degli esempi più eleganti della scuola romantica di musica a programma - degno di stare al fianco della Symphonie fantastique di Berlioz, della Faust-Symphonie di Liszt e della Sinfonia Manfred di Čajkovskij".
Hans von Bülow affermò che il suo allievo Richard Strauss venne influenzato, nelle sue prime composizioni, dalle opere di Raff. Ad esempio, la Sinfonia No. 7 In den Alpen di Raff (1877) ha sensibili affinità con Eine Alpensinfonie di Strauss (1915).  Molta della musica di Raff si dice sia stata precorritrice di alcune opere di Jean Sibelius.
Raff compose anche in molti altri generi musicali, compreso il concerto, l'opera, la musica da camera e opere per pianoforte. Fra le sue composizioni da camera si annoverano sonate per pianoforte, cinque sonate per violino, una sonata per violoncello, un quintetto con pianoforte, due quartetti con pianoforte, un sestetto di archi e quattro trii con pianoforte. Molte di queste opere vengono registrate ancora oggi. Compose anche numerose suite, alcune per piccoli gruppi strumentali (suite per pianoforte solo e per quartetto d'archi), alcune per orchestra, una per piano e orchestra ed una per violino e orchestra.

## Opere

### Sinfonie
- Sinfonia n. 1 in re maggiore op. 96 An das Vaterland
- Sinfonia n. 2 in do maggiore op. 140
- Sinfonia n. 3 in fa maggiore op. 153 Im Walde
- Sinfonia n. 4 in sol minore op. 167
- Sinfonia n. 5 in mi maggiore op. 177 Lenore
- Sinfonia n. 6 in re minore op. 189 Gelebt: Gestrebt, Gelitten, Gestritten – Gestorben – Umworben
- Sinfonia n. 7 in si bemolle maggiore op. 201 In den Alpen
- Sinfonia n. 8 in la maggiore op. 205 Frühlingsklänge
- Sinfonia n. 9 in mi minore op. 208 Im Sommer
- Sinfonia n. 10 in fa minore op. 213 Zur Herbstzeit
- Sinfonia n. 11 in la minore op. 214 Der Winter

### Concerti
- La Fée d'amour, Konzertstück per violino e orchestra op. 67 (1854)
- Ode au printemps, Konzertstück in sol maggiore per pianoforte e orchestra op. 76 (1857)
- Concerto n. 1 per violino e orchestra op. 161
- Suite per violino e orchestra op. 180
- Concerto in do minore per pianoforte e orchestra op. 185 (1873)
- Concerto n. 1 per violoncello e orchestra op. 193 (1874)
- Suite in mi bemolle maggiore per pianoforte e orchestra op. 200 (1875)
- Concerto n. 2 per violoncello e orchestra WoO 45 (1876)
- Concerto n. 2 per violino e orchestra op. 206 (1877)
- Romance I, Op. 182, No. 1 for Horn & Piano

### Suite
- Suite for Orchestra No. 1, Op. 101
- Italian Suite for Orchestra, WoO. 36
- Suite for Orchestra No. 2 "In ungarischer Weise", Op. 194
- Suite for Orchestra "Aus Thüringen", WoO. 46

### Opera
- Benedetto Marcello, basata sulla vita del compositore Benedetto Marcello.

### Altre opere per orchestra
- Orchestral pieces, Op. 85
- Jubilee ouverture, Op. 103
- Festival ouverture, Op. 117
- Concert ouverture, Op. 123
- "A mighty fortress is our God" Overture to a drama about the Thirty Years War, Op. 127
- Rhapsody for Orchestra "Abends", Op. 136b
- Festival March, Op. 139
- Sinfonietta, Op. 188
- Elegy for Orchestra, WoO. 48
- Orchestral Prelude to Shakespeare's "The Tempest", WoO. 50
- Orchestral Prelude to Shakespeare's "Macbeth", WoO. 51
- Orchestral Prelude to Shakespeare's "Romeo and Juliet", WoO. 52
- Orchestral Prelude to Shakespeare's "Othello", WoO. 53
- Grand Fugue for Orchestra, WoO. 57
- Overture to "Benedetto Marcello"
- Overture to "La Parole"
- Overture to "Dame Kobold", Op. 154
- Orchestration of Bach's Chaconne from Violin Partita No. 2

### Musica da camera
- String Quartet No. 1, Op. 77
- String Quartet No. 2, Op. 90
- Piano Trio No. 1, Op. 102
- Piano Quintet, Op. 107
- Piano Trio No. 2, Op. 112
- String Quartet No. 3, Op. 135
- String Quartet No. 4, Op. 136
- String Quartet No. 5, Op. 137
- Piano Trio No. 3, Op. 155
- Piano Trio No. 4, Op. 158
- String Octet, Op. 176
- String Sextet, Op. 178
- Sinfonietta for 10 Wind Instruments, Op. 188 (2fl, 2ob, 2cl, 2bn, 2hn)
- String Quartet No. 6, Op. 192 No. 1 "Suite in Ancient Style"
- String Quartet No. 7, Op. 192 No. 2 "The Maid of the Mill" [Die Schöne Müllerin]
- String Quartet No. 8, Op. 192 No. 3 "Suite in Canon Form"
- Piano Quartet No. 1, Op. 202 No. 1
- Piano Quartet No. 2, Op. 202 No. 2

### Registrazioni
- Kunst der Fuge: Johann Joachim Raff - MIDI files
- Valentina Seferinova: Solo Piano: Trois Morceaux Op. 2 (1877); Fantasie Sonata Op. 168 in D minor (1871); Grande Sonate Op. 14 in E flat minor (2nd version - 1881) - CD Cameo-Classics CC9024CD